# 오멘 (2006년 영화)
오멘(The Omen)은 2006년 공개된 미국의 공포 영화로, 1976년 동명 영화의 리메이크 작품이다.
2006년 6월 6일 20세기 폭스에 의해 전 세계에 개봉되었다. 비평가들로부터 엇갈린 평가를 받았으며 2,500만 달러의 예산 대비 1억 2,000만 달러의 수익을 올렸다.

## 줄거리
미국 외교관 로버트 손은 이탈리아에서 아들이 사산되었다는 소식을 듣는다. 의식을 잃은 아내 캐서린 몰래, 로버트는 병원 신부 스필레토의 제안으로 고아 신생아를 입양해 데미안이라 이름 짓고 키운다. 로버트의 승진으로 가족은 영국 런던 외곽으로 이사하지만, 데미안의 생일 파티에서 보모가 검은 개와 눈이 마주친 후 자살하는 등 불길한 사건들이 발생하기 시작한다.
브레넌 신부는 로버트에게 데미안의 출생에 얽힌 비밀을 밝히며, 데미안이 적그리스도라고 경고한다. 사진작가 제닝스는 사진에서 사람들의 죽음을 예언하는 듯한 이상한 징조들을 발견한다. 새로운 보모 베일락 부인이 고용되고, 그녀는 가족 동의 없이 로트와일러를 데려오는 등 독단적인 행동을 하기 시작한다.
데미안이 캐서린을 공격하는 사건을 겪은 후, 캐서린은 데미안에게 이상한 점이 있음을 느끼고 두려움에 휩싸인다. 브레넌 신부는 로버트에게 데미안의 어머니가 자칼이며, 메기도에 있는 부겐하겐이라는 사람이 데미안을 죽이는 것을 도울 수 있다고 말한다. 그러나 브레넌 신부는 번개에 맞아 죽고, 캐서린은 데미안과 같은 아이를 낳을까 두려워 임신 중절을 하려 한다. 하지만 데미안 때문에 사고를 당해 유산하고, 데미안이 악마일지도 모른다는 의심을 로버트에게 털어놓는다.
제닝스는 로버트에게 사진을 보여주며, 데미안의 생모를 찾아 함께 조사하기로 한다. 그들은 데미안이 태어난 병원이 화재로 폐허가 된 것을 발견하고, 수비아코에서 스필레토 신부를 만나 데미안의 어머니가 자칼이었음을 확인한다. 또한 로버트는 자신의 친아들이 살해당했음을 알게 된다. 그들은 개들의 공격을 받지만 가까스로 탈출한다.
베일락 부인은 캐서린을 죽이고, 로버트는 메기도에서 부겐하겐을 만나 데미안의 몸에 666 표식이 있는지 확인하고, 성스러운 땅에서 일곱 개의 단검으로 데미안을 죽여야 한다는 지시를 받는다. 그러나 로버트는 아들을 죽일 수 없어 단검을 내던진다. 그 순간 제닝스가 간판에 맞아 죽고, 로버트는 집으로 돌아가 베일락 부인의 로트와일러를 가두고 데미안에게서 666 표식을 발견한다. 베일락 부인의 공격을 물리친 로버트는 데미안을 데리고 교회로 향한다. 경찰에게 쫓기던 로버트는 데미안을 죽이려 하지만 경호관의 총에 맞아 죽는다.
로버트의 장례식에 참석한 미국 대통령은 데미안의 손을 잡고, 데미안은 관객을 향해 의미심장한 미소를 짓는다.

## 출연

### 주연
- 셰이머스 데이비피츠패트릭 - 데미안 쏜 역
- 리브 슈라이버
- 줄리아 스타일스
- 미아 패로
- 데이빗 듈리스

### 조연
- 토마스 우러
- 라파엘 샐라스
- 마샬 컵
- 마틴 하인디

## 기타
- 미술: 패트릭 럼브
- 의상: 조지 L. 리틀
- 배역: 수지 피기스
- 배역: 제시카 호루아소바